# Boston Light
Boston Light (auch Boston Harbor Light) ist ein Leuchtturm auf der zu Boston gehörenden Insel Little Brewster Island im Boston Harbor auf dem Gebiet des Bundesstaats Massachusetts der Vereinigten Staaten. Bezogen auf das erste, an gleicher Stelle im Jahr 1716 errichtete Boston Light ist es der älteste Leuchtturm auf dem nordamerikanischen Kontinent und zugleich der letzte, der automatisiert wurde. Er wird von der Küstenwache der Vereinigten Staaten verwaltet und als einziges Bauwerk seiner Art in den USA heute noch von einem Leuchtturmwärter betreut.

## Architektur
Der nach oben konisch zulaufende Turm wurde aus kleinen Findlingen und Ziegelsteinen auf einem Granitfundament errichtet.

## Geschichte

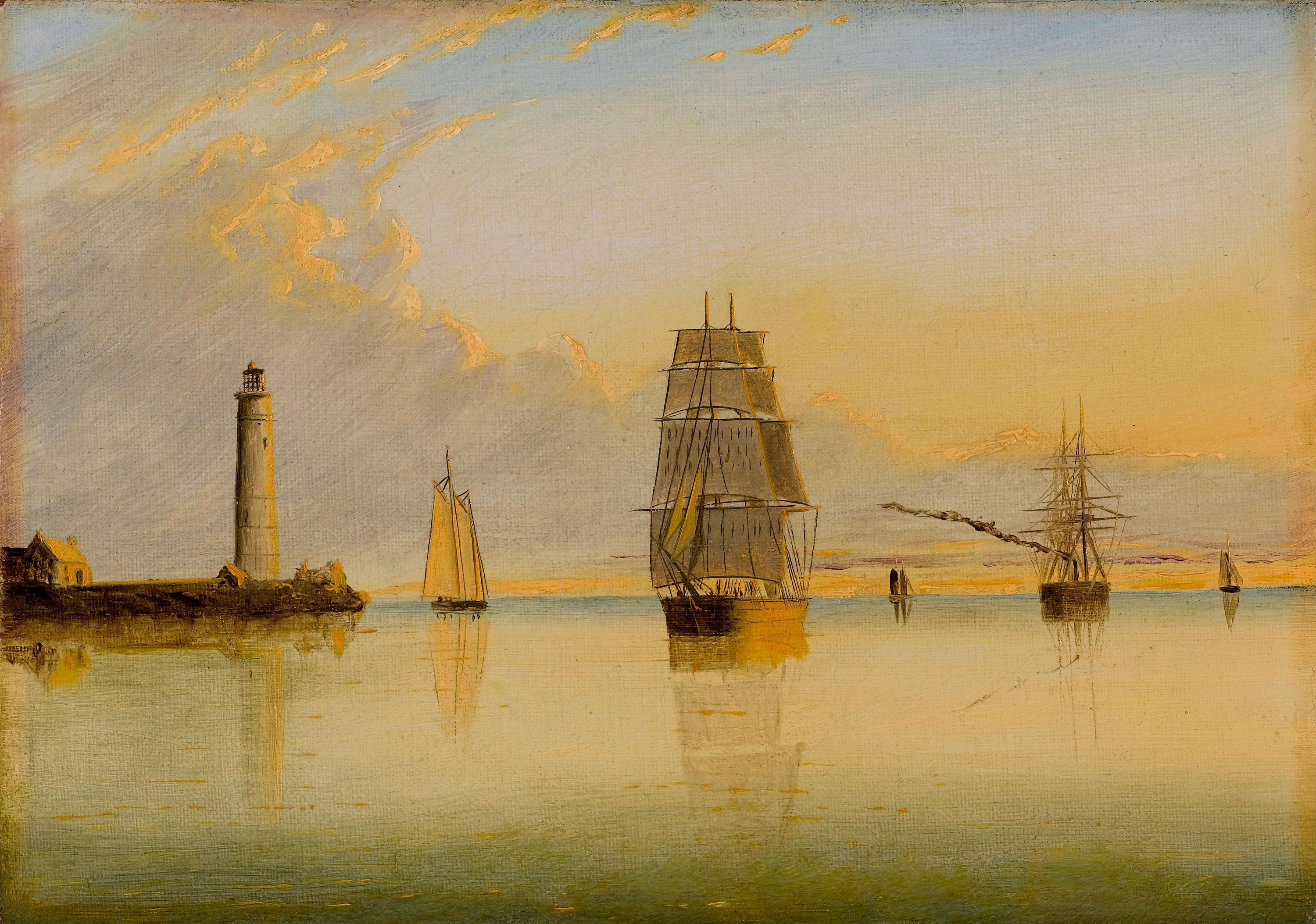
Morning off Boston Light von Clement Drew, 1879

Das erste an dieser Stelle errichtete Bauwerk wurde am 14. September 1716 in Betrieb genommen und war damit der erste Leuchtturm in ganz Nordamerika. Für den Unterhalt wurde eine Steuer in Höhe von einem Penny pro Tonne von den Schiffen erhoben, die den Bostoner Hafen anfuhren oder verließen. 
Der erste Leuchtturmwärter George Worthylake verdiente 50 Britische Pfund pro Jahr (entspr. einer heutigen Kaufkraft von ca. 8.000 Pfund) und war zugleich als Hafenlotse für ankommende Schiffe tätig. Er kam mit seiner Familie im Jahr 1718 bei einem Bootsunfall während der Überfahrt von Boston zur Insel ums Leben. Über dieses Ereignis schrieb Benjamin Franklin die Ballade „Lighthouse Tragedy“.
Im gleichen Jahr wurde das Leuchtturmwärter-Gehalt auf 70 Pfund (heute ca. 11.700 Pfund) erhöht. 1719 wurde auf die Bitte von John Hayes, der dieses Amt übernommen hatte, eine Kanone installiert, um Schiffen im Nebel antworten zu können. 1751 wurde der Leuchtturm durch ein Feuer stark beschädigt.
1774 ergriffen die Briten Besitz von der Insel und schlossen ein Jahr später den Hafen, so dass der Leuchtturm nutzlos wurde. Bei ihrer Flucht aus Boston im Juni 1776 hinterließen sie eine zeitgesteuerte Sprengladung, die bei ihrer Explosion den Leuchtturm vollständig zerstörte.
1783 stellte die Regierung von Massachusetts 1.450 Pfund (heute ca. 185.800 Pfund) zur Verfügung, um einen neuen Leuchtturm am Standort des alten Boston Light zu errichten. Dieser war zum Zeitpunkt der erstmaligen Inbetriebnahme 75 ft (22,9 m) hoch und verfügte in Bodennähe über 7,5 ft (2,3 m) dicke Wände, die sich an der Spitze auf eine Dicke von 2,6 ft (0,8 m) verjüngten. Das achteckige Feuerhaus war 15 ft (4,6 m) hoch und wies einen Durchmesser von 8 ft (2,4 m) auf.
1856 wurde die Höhe des Leuchtturms auf 98 ft (29,9 m) erhöht. 1893 wurde eine Gruppe Studenten des Massachusetts Institute of Technology auf die Insel geschickt, um mit verschiedenen Typen von Nebelhörnern zu experimentieren. Während des Zweiten Weltkriegs wurde der Leuchtturm aus Sicherheitsgründen abgeschaltet und am 2. Juli 1945 wieder in Betrieb genommen. 
1998 wurde der Leuchtturm vollständig automatisiert. Der Leuchtturmwärter hat seither hauptsächlich die Aufgabe eines Touristenführers.
Am 29. Januar 1962 erhielt Boston Light den Status einer National Historic Landmark. Am 15. Oktober 1966 erfolgte die Aufnahme als Konstruktion in das National Register of Historic Places.

## Technik

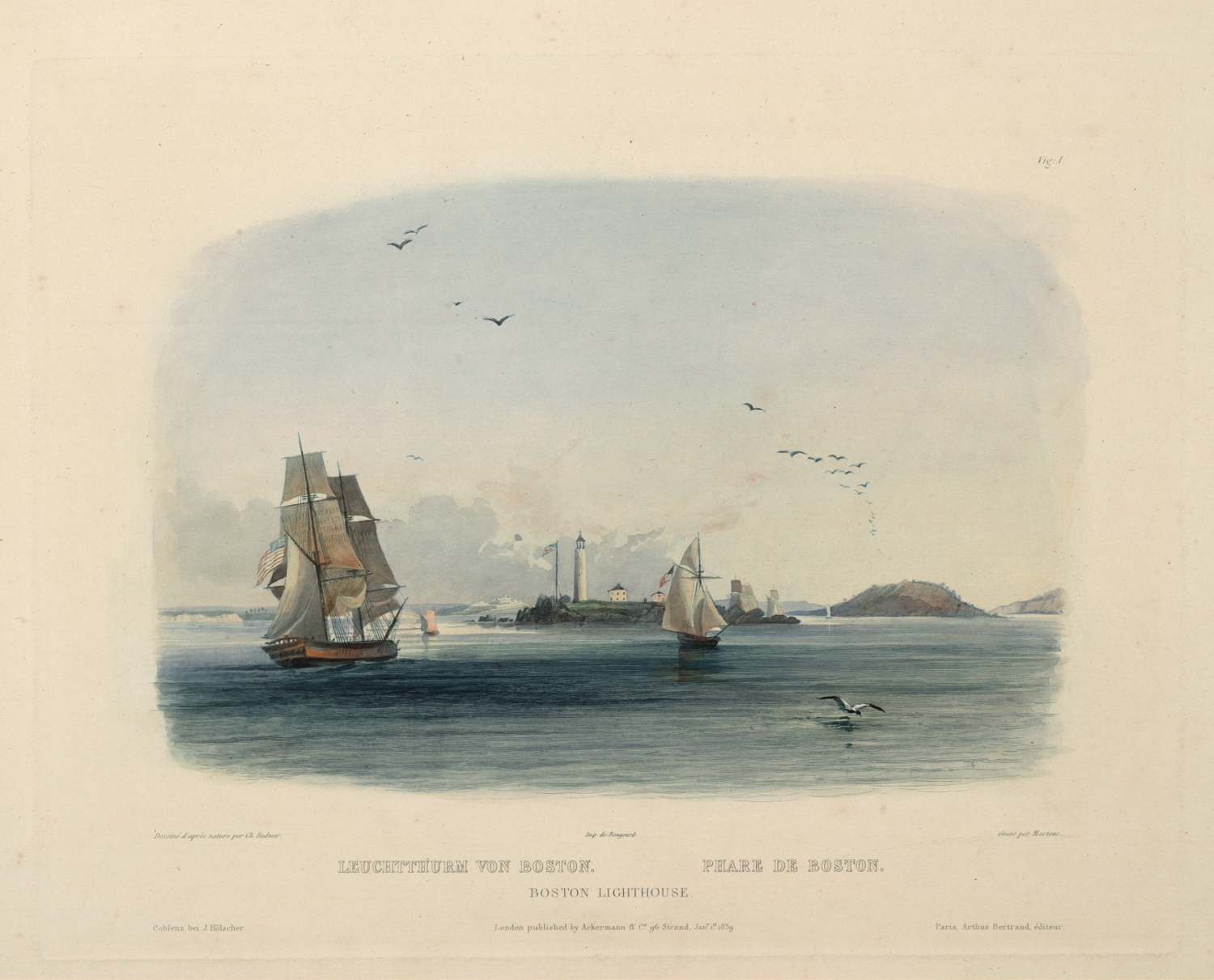
Leuchtthurm von Boston von Karl Bodmer, 1839

Der Leuchtturm verfügt über eine Leuchtkraft von 1,8 Mio. Kerzenstärken, die über eine 12-seitige Fresnel-Linse 2. Ordnung gebündelt wird und 27 sm (50 km) weit zu sehen ist. Sie sendet alle 10 Sekunden einen weißen Lichtblitz. Die Linse ist die einzige ihrer Art von ursprünglich insgesamt vier gebauten, die heute noch in Massachusetts eingesetzt wird. Das Nebelhorn des Turmes sendet ein einzelnes Tonsignal alle 30 Sekunden.